# 内ヶ崎作三郎
内ヶ崎 作三郎（うちがさき さくさぶろう、1877年（明治10年）4月8日 - 1947年（昭和22年）2月4日）は、日本の政治家。衆議院議員を通算7期務めた。

## 生涯
1877年（明治10年）、宮城県黒川郡富谷村（現・富谷市）に生まれた。第二高等学校を経て、東京帝国大学文科大学英文科を卒業。オックスフォード大学へ留学。帰国後、早稲田大学教授。1924年（大正13年）、第15回衆議院議員総選挙に宮城4区から立候補して初当選。1929年（昭和4年）、濱口内閣内務参与官に就任。1930年（昭和5年）、第17回衆議院議員総選挙宮城1区から立候補して次点。1932年（昭和7年）、第18回衆議院議員総選挙当選。1937年（昭和12年）5月、立憲民政党総務。同年6月、第1次近衛内閣文部政務次官に就任。1939年（昭和14年）4月、立憲民政党幹事長に就任。1941年（昭和16年）、衆議院副議長に就任。戦後、公職追放となり、追放中の1947年（昭和22年）、69歳で死亡。墓所は富谷市北雲台の他染井霊園にも墓碑がある。

## 人物
生家は内ヶ崎家の分家で、内ヶ崎醤油店、またの名を内作商店と称した。内ヶ崎家の本家は酒造メーカー・内ヶ崎酒造店を1661年（寛文元年）の創業以来代々経営してきた。
第二高等学校在学中に栗原基に誘われアニー・S・ブゼルの英語の聖書講義に出席している。
改造社から発行された雑誌『改造』1925年（大正14年）6月号では無産政党の結党を見越して「次期総選挙に於ける無産政党の実勢力と其候補」と題して46名の有識者からのアンケート調査を発表した。早大教授でもあった内ヶ崎は同誌同記事のアンケートに回答した有識者の1人であるが、アンケートの回答で内ヶ崎は「知識階級は既成政党の実勢力を過小視する傾向あり。これは誤謬である。既成政党は不完全でも組織的伝統的の団体にして、過去四十年以上を費したる勢力である。無産政党は一挙にして此堅塁をつくことが出来ぬ」と明言している。内ヶ崎が予想したように普通選挙が実施されても既成政党の圧倒的優位は揺らぐことはなく、普通選挙による最初の総選挙である第16回衆議院議員総選挙でも無産政党の候補者は8名しか当選しなかった。
富谷小学校に胸像が建っている。1940年（昭和15年）には富谷村で皇紀二千六百年を記念して制定された村歌を作詞しており、富谷小学校では西成田小学校と統合されるまで村歌の全4番中1番と3番を抜粋して校歌としていた。
生家である旧内ヶ崎醤油店（2008年廃業）は大規模改修され、観光施設「富谷宿観光交流ステーション」（とみやど）として2021年春にオープンする。観光施設内には内ヶ崎の記念館が設けられる。

## 栄典
- 1930年（昭和5年）12月5日 - 帝都復興記念章[16]

## 著書

### 単著
- 『人生と文学』警醒社書店、1910年5月。NDLJP:871704。
- 『英国より祖国へ』北文館、1911年12月。NDLJP:767281。
- 『ロイド・ヂョーヂ』前川文栄閣、1913年2月。NDLJP:951845。
- 『近代人の信仰』警醒社書店、1913年6月。NDLJP:947474。
- 『白中黄記』実業之日本社、1914年2月。NDLJP:951906。
- 『英国及英国人』冨山房〈時事叢書 第11編〉、1914年11月。
- 『近代文芸之背景』日本学術普及会〈教育講座〉、1914年12月。NDLJP:948926。
- 『人生日訓』大日本図書、1915年10月。NDLJP:954942。
- 『ロイド・ヂョーヂ』早稲田大学出版部〈時局の生める四大人豪〉、1919年4月。NDLJP:933350。
- 『リンコルン』実業之日本社〈英傑伝叢書 第9編〉、1919年5月。NDLJP:951608。
  - 『リンカーン』実業之日本社、1929年5月。NDLJP:1226822。
- 『人生の根本問題』海外植民学校出版部、1919年6月。
  - 『人生の根本問題』（再版）海外植民学校出版部、1919年6月。NDLJP:958490。
- 『国際聯盟』早稲田大学出版部〈世界改造叢書 第9編〉、1920年4月。NDLJP:962259。
- 『人生学』教育研究会、1926年2月。NDLJP:1021664。

### 翻訳
- ジェームズ・ブライス『虞翁論』博文館、1911年7月。NDLJP:900074。
- エドワード・ギボン『羅馬衰亡史』 第5、春秋社〈世界大思想全集 第2期25〉、1931年4月。